# سرين ديزج
سرين‌ ديزج هي قرية في مقاطعة أسكو، إيران. عدد سكان هذه القرية هو 872 في سنة 2006.